# Irynarch (Tymczuk)
Irynarch, imię świeckie Denys Iwanowycz Tymczuk (ur. 3 sierpnia 1987 w Nowhorodskim) – biskup Ukraińskiego Kościoła Prawosławnego Patriarchatu Moskiewskiego.

## Życiorys
Pochodzi z rodziny robotniczej, został ochrzczony w dzieciństwie. Ukończył szkołę ogólnokształcącą w Nowhorodskim. W latach 2006–2010 uczył się w seminarium duchownym w Kijowie. 12 grudnia 2010 r. został postrzyżony na mnicha przez arcybiskupa białocerkiewskiego i bogusławskiego Mitrofana, przyjmując imię Irynarch na cześć męczennika Irynarcha z Sebasty. 26 grudnia 2010 r. przyjął święcenia diakońskie z rąk biskupa rokitniańskiego Nikodema, po czym podjął służbę w soborze Przemienienia Pańskiego w Białej Cerkwi. Święcenia kapłańskie przyjął 14 stycznia 2011 r. z rąk arcybiskupa białocerkiewkiego i bogusławskiego Mitrofana. 
W 2012 r. przeszedł razem z biskupem Mitrofanem z eparchii białocerkiewskiej do eparchii ługańskiej. W Ługańsku objął obowiązki ekonoma zarządu eparchii i podjął służbę w katedralnym soborze Świętych Piotra i Pawła. W tym samym roku podjął studia na Kijowskiej Akademii Duchownej, ukończone w 2016 r. Wcześniej, w 2013 r., przeszedł z eparchii ługańskiej do służby w eparchii siewierodonieckiej, w jej katedralnym soborze Narodzenia Pańskiego w Siewierodoniecku. Był również dziekanem dekanatu siewierodonieckiego. W 2013 r. otrzymał godność archimandryty. W 2014 r. powierzono mu stanowisko sekretarza eparchii, natomiast w kwietniu 2019 r. został proboszczem parafii Zaśnięcia Matki Bożej w Rubiżnym. 
17 sierpnia 2020 r. został nominowany na biskupa nowopskowskiego, wikariusza eparchii siewierodonieckiej. Jego chirotonia biskupia odbyła się 28 sierpnia w ławrze Peczerskiej pod przewodnictwem metropolity kijowskiego i całej Ukrainy Onufrego.